# Lauri Nevalainen
Lauri Armas Nevalainen, finski veslač, * 24. januar 1927, Kotka, † 31. julij 2005, Kotka. 
Nevalainen je za Finsko nastopil na Poletnih olimpijskih igrah 1952 kot krmar četverca brez krmarja, ki je osvojil bronasto medaljo.